# Piekło (polana)

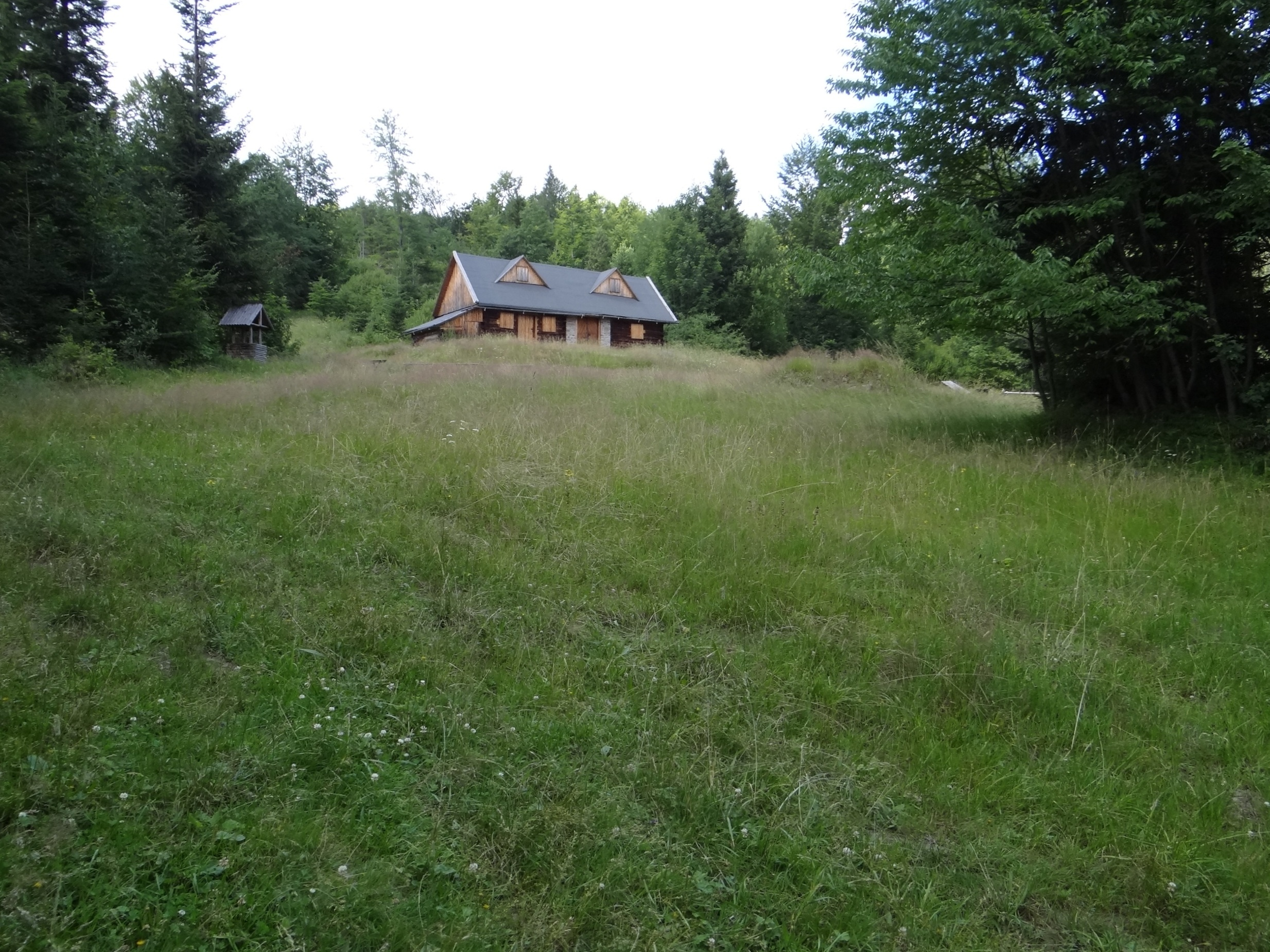
Polana Pieklo

Piekło – niewielka polana w Beskidzie Żywiecko-Orawskim w miejscowości Korbielów w województwie śląskim, w powiecie żywieckim, w gminie Jeleśnia. Położona jest na północnym stoku przełęczy Przysłopy, na średniej wysokości około 700 m n.p.m. Dawniej była użytkowana rolniczo, obecnie znajduje się na niej jeden dom letniskowy. Obok polany leśną drogą prowadzi szlak turystyczny.

## Szlak turystyczny
Korbielów – polana Piekło – przełęcz Przysłopy. Czas przejścia 50 min, 35 min, różnica wysokości 250 m